# میناموتو نو میشی
میناموتو نو میشی یا اکیراکه ایکو (به ژاپنی: 源明子 みなもと の めいし/あきらけいこ); ۹۶۵ – ۲۳ اوت ۱۰۴۹) همسر فوجیوارا نو میچیناگا، دختر میناموتو نو تاکاآکیرا و نوه امپراتور دایگو در دوره هی‌آن اهل ژاپن بود. او مادر فوجیوارا نو ناگاایه بود.
یک نظریه رایج می‌گوید که میچیناگا یک سال پس از ازدواج با میناموتو نو رینشی در سال ۹۸۸، با میناموتو نو میشی ازدواج کرد، اما نظریه دیگری وجود دارد که میچیناگا قبلاً با میشی ازدواج کرده بود (حدود بهار ۹۹۸). با این حال، در هر صورت، پدر رینشی، میناموتو نو ماسانوبو، در آن زمان مقام بسیار بالایی داشت و از آنجایی که میچیناگا در کاخ تسوچیمیکادو محل زندگی او اقامت داشت، رینشی همسر اصلی او و آکیکو «زن دوم» او محسوب می‌شد.
آنها شش فرزند داشتند.
- یوریمونه (頼宗) (۹۹۳–۱۰۶۵) - اودایجین.
- آکی‌نوبو (顕信) (۹۹۴–۱۰۲۷) - او در سن ۱۹ سالگی راهب شد.
- یوشی‌نوبو (能信) (۹۹۵–۱۰۶۵) – گون-نو-دایناگون.
- کانشی (寛子) (۹۹۹–۱۰۲۵) - همسر شاهزاده امپراتوری آتسواکیرا (کو-ایچیجو-این).
- تاکاکو (尊子) (۱۰۰۳؟ –۱۰۸۷؟) - ازدواج با میناموتو نو موروفوسا.
- ناگاایه (長家) (۱۰۰۵–۱۰۶۴) - گون-نو-دایناگون.